# Misja Wojskowa Ukraińskiej Republiki Ludowej w Polsce
Misja Wojskowa Ukraińskiej Republiki Ludowej w Polsce – komórka organizacyjna umocowana w strukturze Ministerstwa Spraw Wojskowych Ukraińskiej Republiki Ludowej.

## Powołanie i zmiany organizacyjne
Rozkazem Przewodniczącego Dyrektoriatu URL i Atamana Głównego nr 862 z 12 grudnia 1919 przy Ukraińskiej Misji Dyplomatycznej w Polsce utworzono Sekcję Wojskową. Sekcja miała kierować wszystkimi sprawami dotyczącymi formowania z ukraińskich jeńców wojennych regularnych jednostek Armii URL, organizować materialne i moralne wsparcie dla internowanych w Polsce ukraińskich żołnierzy, brać udział w opracowywaniu projektów umów między rządami Ukrainy i Polski, dokonywać ekspertyz wojskowych na potrzeby Misji Dyplomatycznej URL. W istocie stała się ona organem roboczym Atamana Głównego i ministra spraw wojskowych, którzy w owym czasie przebywali w Warszawie.
W skład sekcji weszło 8 oficerów i 7 urzędników wojskowych. 8 lutego 1920 etaty zwiększono do 24 pracowników, a od 19 lutego sekcja podzielona została na referaty: gospodarczy, organizacyjny, polityczny i jeńców wojennych. Oprócz tego przy sekcji funkcjonowało Biuro Informacji. Na biuro wynajęto dwa pokoje w hotelu „Saskim” przy ulicy Koziej.
15 lipca, na bazie Sekcji Wojskowej, zorganizowano Misję Wojskową URL w Rzeczypospolitej Polskiej. Szef misji otrzymał uprawnieninia dowódcy korpusu, etat instytucji został zwiększony, a wynagrodzenia pracowników wzrosły dwukrotnie. Misja otrzymała prawo dokonywania zakupów za granicą i posiadała dużo większe kompetencje w zakresie prowadzenia rozmów z przedstawicielami innych państw. Jednak tragiczna sytuacja na froncie przeciwbolszewickim wymusiła redukcję etatów do 18 osób, a w sierpniu zwolnionych pracowników skierowano do służby w Armii Czynnej. Struktura misji pozostała jednak niezmieniona.
12 października 1920 zawarto polsko-sowieckie zawieszenie broni. Naczelne Dowództwo Wojska Polskiego wydało rozporządzenie, na mocy którego wszystkie ukraińskie formacje wojskowe do 2 listopada miały opuścić terytorium Polski. Aby obejść postanowienia umowy rozejmowej, Misję przemianowano na „cywilną” Ukraińską Wojskową Komisję Likwidacyjną w Rzeczypospolitej Polskiej. Rozwiązano też referat organizacyjny. Rozkazem Naczelnego Dowództwa Sił Zbrojnych Ukraińskiej Republiki Ludowej nr 108 z 10 listopada z uwagi na aktualną sytuację polityczną i zredukowanie funkcji [...], a także ze względów finansowych liczbę etatowych pracowników dawnej misji zmniejszono do 4 (5) osób. Mienie Misji miało zostać przekazane do dyspozycji Ministerstwa Spraw Wojskowych. Jednak gen. Wiktor Zelinski zignorował rozkaz i pozostawił w swojej dyspozycji większość pracowników byłej Misji. Nowo powstała Komisja Likwidacyjna miała dalej dostarczać Armii Czynnej wszystko, co potrzebne, podtrzymywać stały kontakt z przedstawicielami zagranicznych misji wojskowych i troszczyć się o los chorych i rannych żołnierzy ukraińskich. 12 grudnia Symon Petlura zatwierdził dokonane przez gen. Zelinskiego prace reorganizacyjne.
17 marca 1921 Polska zawarła z Sowietami traktat w Rydze. Zobowiązała się w nim między innymi nie wspierać działalności rządu URL i zakazać mu prowadzenia na swoim terytorium jakiejkolwiek pracy o charakterze wojskowym. 28 kwietnia Ukraińska Wojskowa Komisja Likwidacyjna wstrzymała swoją działalność, ale 21 czerwca na jej bazie utworzono Ukraińską Komisję Likwidacyjną ds. jeńców i internowanych w Rzeczypospolitej Polskiej z gen. Zelinskim na czele. Instytucja ta weszła w skład Ukraińskiego Komitetu Centralnego. Nadal organizowała materialne, medyczne i moralne wsparcie dla internowanych Ukraińców i prowadziła wśród nich pracę kulturalno-oświatową. W jej skład wchodziły: kancelaria i oddziały − opieki materialno-sanitarnej płk. Mychajło Bondariwskyja i opieki moralno-kulturalno-oświatowej sot. Herasyma Draczenki. W sumie komisja liczyła 12 osób. Wobec nacisków sowieckiej Rosji, 20 października gen. Zelinski zmuszony był opuścić Polskę i przeniósł się do Wolnego Miasta Gdańska, a jego stanowisko zajął płk Ołeksandr Danylczuk.

## Struktura i zadania
Struktura Sekcji Wojskowej z 19 lutego 1920.
- Referat gospodarczy (płk Mychajlo Bondariwskyj) − zapewniał środki materiałowe obozom dla internowanych żołnierzy ukraińskich w Polsce i formującym się jednostkom wojskowym.

- Referat organizacyjny (ppłk Maksym Didkowskyj) − organizował tworzenie jednostek ukraińskich na terytorium Polski.

- Referat polityczny (płk Ołeksandr Danylczuk) − utrzymywał kontakty z przedstawicielstwami wojskowymi innych krajów w Polsce i ukraińskimi misjami wojskowymi za granicą, zbierał informacje o Ukrainie i o polskiej armii oraz rozpatrywał podania osób, które chciały wstąpić do wojska ukraińskiego.

- Referat ds. jeńców wojennych ( sot. Herasym Draczenko) − utrzymywał kontakt ze wszystkimi obozami i miejscami, gdzie znajdowali się Ukraińcy

- Biuro Informacji (sot. Wasyl Stryżak) − odpowiadało za zbieranie i rozpowszechnianie informacji o treściach politycznych i wojskowych; śledziło prasę, prowadziło ewidencję wojskowych powracających na Ukrainę. Biuro faktycznie prowadziło działalność wywiadowczą i kontrwywiadowczą.

## Szefowie misji
| Skład misji               | Skład misji              | Skład misji              |
| Stopień, imię i nazwisko  | Okres pełnienia funkcji  | Uwagi                    |
| Szefowie sekcji (misji):  | Szefowie sekcji (misji): | Szefowie sekcji (misji): |
| ------------------------- | ------------------------ | ------------------------ |
| gen. por. Mykoła Junakiw  | do 31 I 1920             |                          |
| gen. por. Wiktor Zelinski | 31 I 1920 − 20 X 1921    |                          |
| płk Ołeksandr Danylczuk   | 20 X 1921− VIII 1923     |                          |
| Pracownicy sekcji (misji) |                          |                          |
| ppłk Maksym Didkowskyj    |                          | ref. organizacyjny       |
| płk Ołeksandr Danylczuk   |                          | ref. ds politycznych     |
| sot. Herasym Draczenko    |                          | ref. ds jeńców           |
| sot. Wasyl Stryżak        |                          | of. do zadań specjalnych |
| sot. Ostap Łucki          |                          | of. do zadań specjalnych |
| chor. Ilko Czudenko       |                          | of. do zadań specjalnych |